# 20 kilomètres marche féminin aux championnats du monde d'athlétisme 2023
Pour des articles plus généraux, voir Championnats du monde d'athlétisme 2023 et Marche aux championnats du monde d'athlétisme.
Navigation
Eugene 2022 Tokyo 2025
L'épreuve du 20 kilomètres marche féminin des championnats du monde de 2023 se déroule le 20 août 2023 dans les rues de Budapest, en Hongrie.

## Records
Les records du 20 km marche féminin (mondial, des championnats et par continent) étaient avant les championnats 2022 les suivants.
| Record                    | Athlète                  | Temps           | Lieu       | Date            |
| ------------------------- | ------------------------ | --------------- | ---------- | --------------- |
| Record du monde           | Yang Jiayu               | 1 h 23 min 49 s | Huangshan  | 20 mars 2021    |
| Record des championnats   | Olimpiada Ivanova        | 1 h 25 min 41   | Helsinki   | 7 août 2005     |
| Record d'Afrique          | Grace Wanjiru            | 1 h 30 min 40 s | Nairobi    | 6 juin 2018     |
| Record d'Asie             | Yang Jiayu               | 1 h 23 min 49 s | Huangshan  | 20 mars 2021    |
| Record d'Europe           | Vera Sokolova            | 1 h 25 min 08 s | Sotchi     | 26 février 2011 |
| Record d'Amérique du Nord | María Guadalupe González | 1 h 26 min 17 s | Rome       | 7 mai 2016      |
| Record d'Amérique du Sud  | Glenda Morejón           | 1 h 25 min 29 s | La Corogne | 8 juin 2019     |
| Record d'Océanie          | Jemima Montag            | 1 h 27 min 27 s | Adélaïde   | 13 février 2022 |

## Qualification
La période de qualification est comprise entre le 31 janvier 2022 et le 30 juillet 2023. Le minima de qualification est fixé à 1 h 29 min 20 s.

## Médaillées
| Or          | Argent        | Bronze              |
| María Pérez | Jemima Montag | Antonella Palmisano |

## Résultats
| Rang                   | Athlète                          | Nationalité | Temps           | Notes |
| ---------------------- | -------------------------------- | ----------- | --------------- | ----- |
| Médaille d'or          | María Pérez                      | Espagne     | 1 h 26 min 51 s |       |
| Médaille d'argent      | Jemima Montag                    | Australie   | 1 h 27 min 16 s | AR    |
| Médaille de bronze     | Antonella Palmisano              | Italie      | 1 h 27 min 26 s | SB    |
| 4                      | Kimberly García                  | Pérou       | 1 h 27 min 32 s |       |
| 5                      | Alegna González                  | Mexique     | 1 h 27 min 36 s |       |
| 6                      | Glenda Morejón                   | Équateur    | 1 h 27 min 40 s | SB    |
| 7                      | Ma Zhenxia                       | Chine       | 1 h 28 min 30 s |       |
| 8                      | Viviane Lyra                     | Brésil      | 1 h 28 min 36 s | PB    |
| 9                      | Ana Cabecinha                    | Portugal    | 1 h 28 min 49 s | SB    |
| 10                     | Olena Sobchuk                    | Ukraine     | 1 h 28 min 50 s | PB    |
| 11                     | Lyudmyla Olyanovska              | Ukraine     | 1 h 29 min 36 s | SB    |
| 12                     | Yang Jiayu                       | Chine       | 1 h 29 min 40 s |       |
| 13                     | Érica de Sena                    | Brésil      | 1 h 29 min 53 s |       |
| 14                     | Nanako Fujii                     | Japon       | 1 h 30 min 10 s |       |
| 15                     | Antigóni Drisbióti               | Grèce       | 1 h 30 min 19 s |       |
| 16                     | Clémence Beretta                 | France      | 1 h 30 min 43 s |       |
| 17                     | Liu Hong                         | Chine       | 1 h 30 min 43 s |       |
| 18                     | Pauline Stey                     | France      | 1 h 31 min 20 s |       |
| 19                     | Hanna Shevchuk                   | Ukraine     | 1 h 31 min 44 s | SB    |
| 20                     | Eleonora Giorgi                  | Italie      | 1 h 31 min 45 s |       |
| 21                     | Camille Moutard                  | France      | 1 h 32 min 18 s |       |
| 22                     | Valentina Trapletti              | Italie      | 1 h 32 min 57 s |       |
| 23                     | Vitoria Oliveira                 | Portugal    | 1 h 33 min 04 s | PB    |
| 24                     | Rachelle de Orbeta               | Porto Rico  | 1 h 33 min 19 s |       |
| 25                     | Johana Ordoñez                   | Équateur    | 1 h 33 min 58 s |       |
| 26                     | Gabriela de Sousa                | Brésil      | 1 h 33 min 59 s |       |
| 27                     | Eliška Martínková                | Tchéquie    | 1 h 34 min 02 s |       |
| 28                     | Antia Chamosa                    | Espagne     | 1 h 34 min 20 s |       |
| 29                     | Saskia Feige                     | Allemagne   | 1 h 34 min 49 s |       |
| 30                     | Ayane Yanai                      | Japon       | 1 h 34 min 59 s |       |
| 31                     | Mary Luz Andia                   | Pérou       | 1 h 35 min 38 s | SB    |
| 32                     | Rebecca Henderson                | Australie   | 1 h 35 min 51 s |       |
| 33                     | Barbara Olah                     | Hongrie     | 1 h 35 min 55 s |       |
| 34                     | Viktória Madarász                | Hongrie     | 1 h 36 min 13 s |       |
| 35                     | Yukiko Umeno                     | Japon       | 1 h 36 min 52 s |       |
| 36                     | Sofia Ramos Rodriguez            | Mexique     | 1 h 37 min 49 s |       |
| 37                     | Kyriaki Filtisakou               | Grèce       | 1 h 37 min 51 s |       |
| 38                     | Paula Milena Torres              | Équateur    | 1 h 38 min 03 s |       |
| 39                     | Angela Melania Castro Chirivechz | Bolivie     | 1 h 40 min 01 s |       |
| 40                     | Valeria Ortuño                   | Mexique     | 1 h 40 min 53 s |       |
|                        | Sandra Arenas                    | Colombie    | DNF             | DNF   |
| Maritza Rafaela Poncio | Guatemala                        |             | DNF             | DNF   |
| Meryem Bekmez          | Turquie                          |             | DNF             | DNF   |
| Emily Wamusyi Ngii     | Kenya                            |             | DNF             | DNF   |
| Olivia Sandery         | Australie                        | DQ          | DQ              |       |
| Evelyn Inga            | Pérou                            | DQ          | DQ              |       |
| Katarzyna Zdziebło     | Pologne                          | DQ          | DQ              |       |
| Christina Papadopoulou | Grèce                            | DNS         | DNS             |       |

## Légende
Records et Performances
- AR : Record continental (area record)
- CR : Record des championnats (championship record)
- MR : Record du meeting (meet record)
- NR : Record national (national record)
- OR : Record olympique (olympic record)
- PR : Record paralympique (paralympic record)
- PB : Record personnel (personal best)
- SB : Meilleure performance personnelle de la saison (season's best)
- WL : Meilleure performance mondiale de l'année (world leader)
- WJR : Record du monde junior (world junior record)
- WR : Record du monde (world record)

Circonstances et Conditions
- DNF : N'a pas terminé (did not finish)
- DNS : N'a pas pris le départ (did not start)
- DQ : Disqualification (disqualification)
- NM : Aucun essai valable enregistré (No Mark)
- Q : Qualifié « directement » au prochain tour (ou à la prochaine compétition), lors d'une compétition majeure, grâce au classement ou à la réalisation des minima (automatic qualifier)
- q : Qualifié au prochain tour (ou à la prochaine compétition), lors d'une compétition majeure, grâce au repêchage ou à la réalisation de l'une des meilleures performances parmi celles des « non qualifiés directement » (grâce au meilleur temps ou à la meilleure distance par exemple) (secondary qualifier)